# Església vella de Santa Maria d'Aguilar
Santa Maria d'Aguilar és una església al municipi de Montmajor (Berguedà) inclosa a l'Inventari del Patrimoni Arquitectònic de Catalunya. Es troba però, més a prop de la vila de Cardona (Bages).

## Descripció
Correspon a la primera església del Castell d'Aguilar, avui també aterrat i difícilment identificable entre les ruïnes. L'estructura de l'església, de nau petita, està coberta amb volta de canó i amb un absis a llevant. L'aparell és molt desordenat, amb blocs de pedra de diferents mides. Resten visibles entre les runes, l'arc triomfal, els vestigis d'una finestra, el massís campanar de planta rectangular que possiblement pertanyia al castell, i un absis interessant, més baix que la nau.

## Notícies històriques
El lloc de Aquilaro o Podio Aquilario és esmentat ja el segle xii, dins la documentació d'aquest castell actualment enrunat. Aquesta església fou antigament sufragània de Sant Esteve del Pujol de Planès i més tard depengué de l'església de Sant Andreu de Gargallà, totes dues parròquies del terme de Montmajor.
Fou substituïda per l'Església nova de Santa Maria d'Aguilar (s.XVIII).